# Mandandanji
Mandandanji (Mundaeinbura, Mundainbara, Kogai, Cogai, 'Fishing Net People').- pleme australskih Aboridžina iz Queenslanda nastanjeno u područjima rijeka Maranoa i Balonne pa na zapad do Bollon i Wallam Creek-a,  na sjever do Dividing Range-a i na istok do Alton-a i Glenmorgan-a. Područje na kojem obitavaju prostire se na nekih 40,000 četvornih kilometara (15,400 četvornih milja). Pleme se još u vrijeme kontakta s Europljanima pomiješalo s plemenom Kunggari.  Sjeverne horde, ovog plemena nazivaju se Kogai a naseljene su na Coogoon Creeku. Imenom Kogai plemena jezikoslovci danas označavaju jezik Kunggari Aborodžina.  Spominje ih prvi puta Ridley (1861., 1873., i 1875.) i kasnije Meston (1892.) i drugi. Jedno su od najjačih plemena Australije.